# Sint-Gummarusprocessie

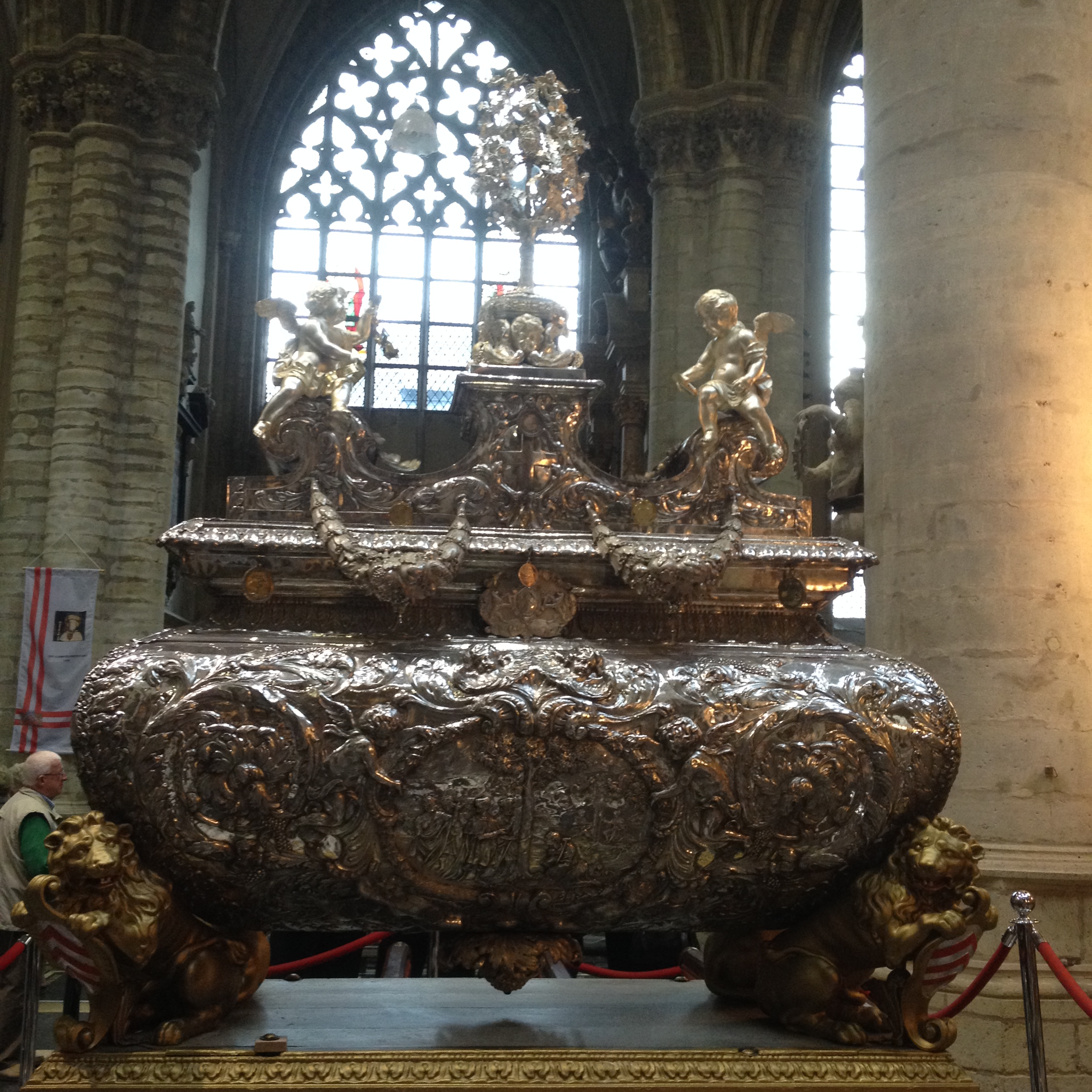
Zilveren reliekschrijn van Sint-Gummarus

De Sint-Gummarusprocessie is een processie in Lier, die elk jaar plaatsvindt op de eerste zondag na 10 oktober.  De processie vindt plaats ter ere van de Lierse patroonheilige Sint-Gummarus (feestdag op 11 oktober) en vertrekt aan de Sint-Gummaruskerk.
In deze optocht wordt het zilveren reliekschrijn dat de resten van de Heilige Gummarus bevat meegedragen. Het schrijn weegt meer dan 800 kg. De "Kas" - hoe ze ook wel wordt genoemd - wordt door zestien leden van het "Genootschap van de Kasdragers" door de Lierse straten gedragen.
De bedevaartdag, op de zondag die volgt op 11 oktober (feestdag van de H. Gummarus), begint met de bedevaartmis om 10 uur in de Sint-Gummaruskerk en aansluitend om 11.15 uur vertrekt dan de processie. De route van de processie wordt jaarlijks vastgelegd door de Broederschap van Sint-Gummarus.
De processie en de bedevaart van Sint-Gummarus worden georganiseerd door de broederschap van Sint-Gummarus v.z.w. te Lier en begint altijd met het uitnemen van de relieken uit het Sint-Gummarusaltaar. De zaterdag daaropvolgend is er de plechtige openingsviering waarbij het zilveren reliekschrijn op het einde van de viering van het hoogkoor wordt overgebracht naar de troon die opgesteld staat in het midden van de kerk. Het zilveren schrijn blijft op de troon staan tot het einde van de bedevaart. Op 11 oktober zelf viert men het hoogfeest met een plechtige eucharistieviering. De bedevaart wordt afgesloten met de gregoriaanse vespers op de zondag volgend op 19 oktober. Op het einde wordt het schrijn door de kasdragers weggedragen naar het hoogkoor en worden de relieken in het Gummarusaltaar opgeborgen. Het zilveren schrijn blijft sinds 2011 permanent tentoongesteld achter glas op het hoogkoor van de kerk. 's Avonds om 20 uur wordt de bedevaart afgesloten met een vuurwerk.
Tijdens de noveen die loopt van 11 tot en met 19 oktober kan men dagelijks van 14 tot 15 uur, en na elke liturgische viering de band laten opleggen. De priester of de leden van de Broederschap leggen dan de gordel van Sint-Gummarus op schouders van de bedevaarders en spreken een zegengebed uit. Van heinde en verre komen bedevaarders genezing vragen voor kwalijke breuken en zijn hulp afsmeken om gevrijwaard te blijven van fracturen.
In 2019 werd de processie opgenomen in de Vlaamse Inventaris van het Immatrieel Cultureel Erfgoed.